# (654) Zelinda
(654) Zelinda es un asteroide perteneciente al cinturón de asteroides descubierto el 4 de enero de 1908 por August Kopff desde el observatorio de Heidelberg-Königstuhl, Alemania.
Está nombrado en honor de Zelinda, hermano del matemático italiano Ulissi Dini (1845-1918).